# 高阳郡 (隋朝)
高阳郡，中国隋朝时设置的郡。

## 建置沿革
隋煬帝大業九年（613年），改博陵郡為高陽郡，領鮮虞、北平、唐、恒陽、新樂、隋昌、毋極、義豐、深澤、安平十縣。
唐高祖武德四年（621年），平竇建德，改高陽郡為定州。

## 太守
- 楊侗，字仁謹，弘農華陰人，隋煬帝大業九年（613年）在任。[4]